# Trình Hồng
Trình Hồng (tiếng Trung: 程虹; bính âm: Chéng Hóng; sinh ngày 21 tháng 11 năm 1957) là một giáo sư tiếng Trung Quốc tại Đại học Kinh tế và Kinh doanh Thủ đô và là vợ của Thủ tướng Trung Quốc Lý Khắc Cường.

## Tiểu sử
Trình Hồng sinh ra ở Trịnh Châu, Hà Nam, vào năm 1957. Bà học trung học tại trường trung học cơ sở số 7 Trịnh Châu. Trong cuộc Cách mạng Văn hóa, bà trở thành được gửi đến huyện Giáp, Hà Nam. Sau khi kết thúc kỳ thi tuyển sinh đại học năm 1977, bà được nhận vào Trường Cao đẳng Ngoại ngữ PLA (nay là Đại học Kỹ thuật Thông tin PLA). Sau khi tốt nghiệp, bà tham gia vào các nghiên cứu nâng cao tại Đại học Thanh Hoa, tại đây bà gặp người chồng là Lý Khắc Cường. Bà giảng dạy tại Học viện Kinh tế Bắc Kinh (Đại học Kinh tế và Kinh doanh Thủ đô).

## Đời tư
Trình Hồng kết hôn với Thủ tướng Cộng hòa Nhân dân Trung Hoa Lý Khắc Cường. Họ có một cô con gái từng học ở Hoa Kỳ và sau đó đã trở về Trung Quốc.